# همه چیز عادلانه است
همه چیز عادلانه است (سوئدی: Lust och fägring stor) فیلمی در ژانر درام و رمانتیک به کارگردانی بو ویدربرگ است که در سال ۱۹۹۵ منتشر شد. از بازیگران آن می‌توان به ماریکا لاگرکرانتس و نینا گونکه اشاره کرد.